# かんのひとみ
かんの ひとみ（1965年1月22日 - ）は、日本の女優、声優。富山県出身。所属事務所はオフィスPSC。

## 出演

### テレビドラマ
- 土曜ワイド劇場 温泉 (秘) 大作戦9（2010年） - 中根和代 役
- こちら本池上署 第5シリーズ
- 今週、妻が浮気します
- ショカツの女〜新宿西署・刑事課強行犯係9
- 特捜9 season4（2021年）
- 卒業タイムリミット（2022年） - 那須川千佳（看護師） 役
- GO HOME〜警視庁身元不明人相談室〜 第1話（2024年）

### 舞台
- ピースの煙
- パパ、I LOVE YOU
- わらしべ夫婦双六旅
- ザブザブ波止場
- デンキ島
- 酒坊っちゃん
- 兵卒タナカ[1]
- 兄妹どんぶり[2]
- 水星とレトログラード[3]

### 吹き替え
- ER緊急救命室
  - シーズンX #17（ルーシャ〈ジーン・サカタ〉）
  - シーズンXI #7（パク夫人〈スー・ラン・トゥアン〉）
  - シーズンXII #19（レノア・ビー〈ラウリ・ヘンドラー〉）
  - シーズンXV #13（ヌージェント夫人〈イヴ・ゴードン〉）
- 製パン王 キム・タック（オ・ヨンジャ）
- Dr.Tと女たち（ペギー）